# City of Angels (pel·lícula)
City of Angels és una pel·lícula germanoestatunidenca dirigida per Brad Silberling, estrenada l'any 1998. Ha estat doblada i subtitulada al català.

## Argument
El personatge principal, Seth, és un àngel la missió del qual és aconsellar, reconfortar els humans i acompanyar-los a l'hora de la seva mort. No experimenta cap sensació del nostre món i és invisible.
Un dia, mentre acompanya un home cap al més enllà, troba una jove cirurgiana: Maggie Rice. Mentre practica una operació de cor, té una parada cardíaca. Intentant reanimar el pacient, ella li exigeix en veu alta que no marxi... però Seth té la impressió que s'adreça a ell. Malgrat els esforços de Maggie, el pacient mor sobre la taula d'operacions. Desemparat, es refugia a les escales de l'hospital per plorar: no ho entén. Seth, invisible, la mira plorar i la toca.
Marcat per aquesta trobada on per primera vegada té la impressió que un humà discerneix la seva presència, Seth s'apropa a poc a poc a la jove cirurgiana. Pel seu costat, Maggie se sent responsable de la mort del seu pacient. Travessa un llarg període de dubte i qüestiona la seva situació professional i personal.

## Repartiment
- Nicolas Cage: Seth
- Meg Ryan: la doctora Maggie Rice
- Andre Braugher: Cassiel
- Dennis Franz: Nathaniel Messinger
- Colm Feore: Jordan Ferris
- Robin Bartlett: Anne
- Joanna Merlin: Teresa Messinger
- Sarah Dampf: Susan
- Rhonda Dotson: la mare de Susan
- Alexander Gould: noi
- Nick Offerman: treballador de la construcció

## Al voltant de la pel·lícula
- El rodatge s'ha desenvolupat a Big Bear Lake, Crestline, el llac Tahoe, Los Angeles, Malibu i San Francisco.
- La Ciutat dels àngels és un remake de les Ales del desig (1987) de Wim Wenders.

## Banda original
- Red House, interpretat per Jimi Hendrix
- Further Up The Road, interpretat per Eric Clapton
- Mama You Got A Daughter, interpretat per John Lee Hooker
- Feelin' Love, interpretat per Paula Cole
- If God Will Send His Angels, interpretat per U2
- Hey! Ba-Ba-Re-Bop, interpretat per Louis Va Prevaler
- That Old Black Magic, interpretat per Frank Sinatra
- Angel, interpretat per Sarah McLachlan
- Angelus, interpretat per The Polish Radio Nacional Symphony Orchestra
- Iris, interpretat pels Goo Goo Dolls
- I Grieve, interpretat per Peter Gabriel
- Uninvited, interpretat per Alanis Morissette

## Premis i nominacions

### Premis
- Millor cançó per a Alanis Morissette amb Uninvited, en els premis ASCAP Film and Television Music l'any 1999.
- Millor cançó per a Johnny Rzeznik amb Iris, en els premis BMI Film & TV l'any 1999.
- Millor actor per a Nicolas Cage i millor banda original, en els premis Blockbuster Entertainment l'any 1999.
- Banda original de l'any, en els premis Teen Choice l'any 1999.

### Nominacions
- Millor film fantàstic, millor actriu per a Meg Ryan i millor segon paper masculí per a Dennis Franz, per l'Acadèmia dels films de ciència-ficció, fantàstics i de terror l'any 1999.
- Millor actriu per a Meg Ryan i millor segon paper masculí per a Dennis Franz, en els premis Blockbuster Entertainment l'any 1999.
- Globus d'Or a la millor cançó per a Alanis Morissette amb Uninvited l'any 1999.
- Premi Grammy a la millor banda original i millor cançó per a Alanis Morissette amb Uninvited l'any 1999.
- Millor segon paper masculí per a Andre Braugher, en els premis Image l'any 1999.
- Millor duo per a Nicolas Cage i Meg Ryan, i millor cançó per a les The Goo Goo Dolls amb Iris, en els premis MTV Movie l'any 1999.
- Millor banda original, en els premis Satellite l'any 1999.

## Crítica
- "Veure a 2 grans actors malgastar el seu talent ens fa trobar a faltar a Wenders, i no diguem a Frank Capra (...) En favor de la pel·lícula, les imatges aèries, la banda sonora i l'angelot grassonet Franz"[4]
- "El que es preveia un complet desastre va resultar, no obstant això, una agradable comèdia dramàtica que es recolza en el carisma de la parella protagonista, encara que llastrada per un previsible desenvolupament"[5]